# TRADE L
TRADE L(본명: 이승훈, 2004년 7월21일~)은 대한민국의 래퍼이다. 2020년에 재하의 Droptop (Feat. TRADE L, 임수 (Im Soo))에 피처링을 하며 데뷔하였다. 2020년에 하이어 뮤직에 입단해 컴필레이션 앨범에 참여하며 본격적인 활동을 시작했다. 2021년에는 고등래퍼 4에 출현하여 우승을 차지했다.

## 방송
- 《고등래퍼 4》 우승

## 디스코그래피

### 솔로
- Time Table - The Trip (2021) EP 앨범
- 덮어 (2022) 싱글
- 흔들리지 않아 (Feat. 폴킴) (2022) 싱글
- LOVE MAZE (2022) EP 앨범
- WISH (2022) 싱글
- UNSTEADY (2023) EP 앨범
- 그만해 (Feat. 민수) (2023) 싱글

### 팀&합작
- H1GHR : RED TAPE (2020)
- H1GHR : BLUE TAPE (2020)
- 굴젓 (G+Jus) (2021)
- Feel The Rythm Of Korea Part 1 (2021)
- CHED&L (2023)
- AT H1GHR (2024)